# Samirə Əfəndi
Samirə Əfəndiyeva, beter bekend als Samirə Əfəndi (Bakoe, 17 april 1991), is een Azerbeidzjaanse zangeres.

## Biografie
Əfəndi werd geboren in Bakoe en ging aldaar naar school. In 2006 startte ze een opleiding aan het Nationaal Conservatorium, die ze in 2010 afrondde. In 2009 nam ze deel aan een talentenjacht op televisie, waarin ze de finale haalde. In 2016 eindigde ze als tweede in de Azerbeidzjaanse versie van The Voice. Begin 2020 werd ze door de Azerbeidzjaanse openbare omroep intern geselecteerd om haar vaderland te vertegenwoordigen, met het nummer Cleopatra op het Eurovisiesongfestival 2020, dat gehouden zou worden in Rotterdam, Nederland. Het festival werd evenwel geannuleerd. De Azerbeidzjaanse openbare omroep besloot meteen om Əfəndi te laten deelnemen aan het Eurovisiesongfestival 2021. Daar trad ze aan met het nummer Mata Hari. Əfəndi behaalde met dit nummer de finale. Daar werd ze 20ste van de 26 deelnemers.
2008: Elnur & Samir · 
2009: AySel & Arash · 
2010: Səfurə Əlizadə · 
2011: Ell & Nikki · 
2012: Səbinə Babayeva · 
2013: Fərid Məmmədov · 
2014: Dilarə Kazımova · 
2015: Elnur Hüseynov · 
2016: Səmra Rəhimli · 
2017: Dihaj · 
2018: Aysel Məmmədova · 
2019: Chingiz · 
2021: Efendi · 
2022: Nadir Rüstəmli · 
2023: TuralTuranX · 
2024: Fahree feat. İlkin Dövlətov · 
2025: Mamagama